# Tripaphylus hemigalei
Tripaphylus hemigalei is een eenoogkreeftjessoort uit de familie van de Sphyriidae. De wetenschappelijke naam van de soort is voor het eerst geldig gepubliceerd in 1964 door Kirtisinghe.